# Psary (powiat górowski)
Psary (niem. Hünern) – wieś w Polsce położona w województwie dolnośląskim, w powiecie górowskim, w gminie Jemielno.

## Podział administracyjny
W latach 1945–1954 siedziba gminy Psary. W latach 1975–1998 miejscowość należała administracyjnie do województwa leszczyńskiego.

## Zabytki
Do wojewódzkiego rejestru zabytków wpisane są obiekty:
- pastorówka, obecnie dom mieszkalny nr 24, z XVIII w.
- dwór, z drugiej połowy XVII w.
- folwark 
  - spichlerz
  - stajnia
- ruina wieży widokowej.

nieistniejący:
- klasycystyczny pałac wybudowany w  XIX w. Zniszczony w czasie II wojny światowej[6].